# Vera (nombre)
Vera es un nombre de mujer que podría tener un origen latino vera (verdadera). Aunque lo más probable es que podría proceder del ruso вера /wjera/ (mujer con fe, o simplemente fe, con lo que santa Vera significaría santa fe). 
Posiblemente el nombre, muy popular en Rusia, se extendió por Europa gracias a la difusión de nombres eslavos durante el siglo XVIII, a la influencia de la literatura rusa del siglo XIX y a la inmigración de exiliados rusos después de la revolución de 1917.
Actualmente se emplea, entre otras lenguas, en el ruso, inglés, alemán, húngaro, holandés, esloveno, búlgaro, serbio, croata, macedonio, portugués y en el albanés.

## Santoral
Su onomástica se celebra el 1 de agosto, o bien el 4 de febrero. Se considera una santa ortodoxa, por lo que no aparece en algunos santorales católicos. 
Dentro de la Iglesia ortodoxa rusa, representa a una de las tres virtudes teologales: "la fe". También es una de las tres hijas de Santa Sofía "la Sabiduría", junto a Santa Liubov "la caridad" y Santa Nadejda "la esperanza", que murieron como mártires durante el siglo II bajo el mandato del Emperador Adriano, aunque su existencia real se ha puesto en duda, ya que no son mencionadas en crónicas hasta el siglo VI.

## Variantes
- Femenino: Vera o Bera
  - Diminutivos: Verochka, Verusha (Eslavas), Veer (Inglés), Veerke (Holandés), Verica (Serbio y Croata), Vera-Lynne (Afrikáans).
- Masculino: Vero o Bero

### Variantes en otros idiomas
| Variantes en otras lenguas | Variantes en otras lenguas |
| -------------------------- | -------------------------- |
| Español                    | Vera                       |
| Catalán                    | Vera                       |
| Búlgaro                    | Ве́ра                       |
| Checo                      | Věra                       |
| Finés                      | Veera                      |
| Inglés                     | Vera, Vjera                |
| Italiano                   | Vera                       |
| Latín                      | Vera                       |
| Macedonio                  | Ве́ра                       |
| Polaco                     | Wiera                      |
| Ruso                       | Ве́ра                       |
| Serbio                     | Ве́ра                       |
| Eslovaco                   | Viera                      |
| Ucraniano                  | Віра                       |

## Algunos personajes célebres

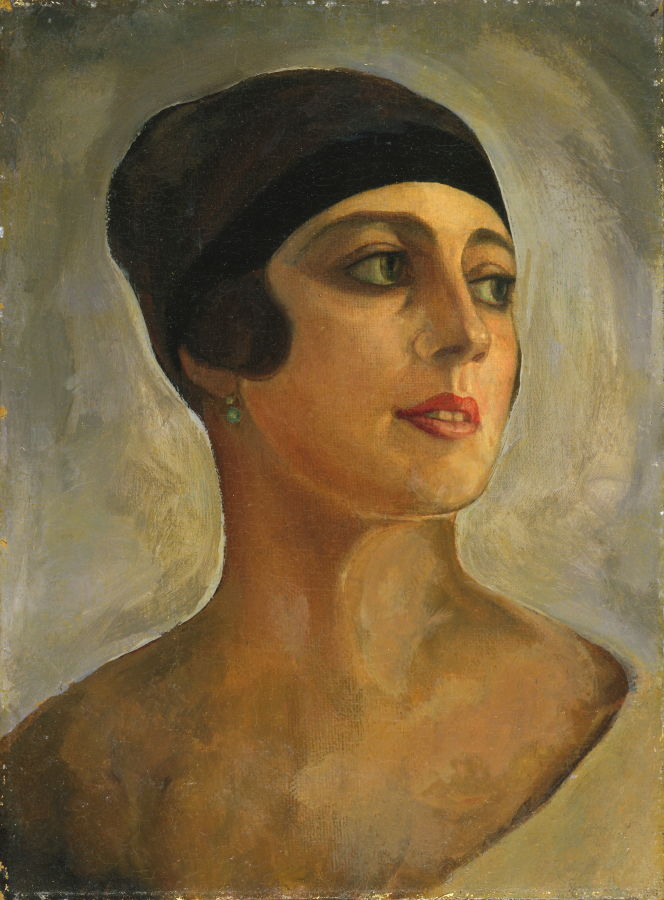
Retrato de Vera de Bosset, por Serge Sudeikine

- Vera Fischer (1951);  exmodelo, actriz brasileña, finalista de Miss Universo 1969
- Vera Brittain (1893-1970); novelista, pacifista y feminista inglesa
- Vera de Bosset (1888–1982); segunda esposa del compositor ruso Ígor Stravinski
- Vera Farmiga (1973); actriz estadounidense
- Vera Fogwill (1972); actriz de cine, teatro y televisión, guionista y directora de cine, y dramaturga argentina
- Adell Hall Ward, conocida como Vera Hall (1902–1964); cantante estadounidense de música folk, blues y espiritual-negro, reconocida por su tema "Trouble so hard" de 1937
- Vera Inber (1890-1972); poeta y traductora ucraniana
- Vera Jayne Palmer, conocida como Jayne Mansfield (1933-1967); actriz estadounidense de teatro y cine
- Vera Lynn (1917-2020); cantante inglesa, quien desarrolló su carrera durante la Segunda Guerra Mundial, cuando fue apodada "The Forces' Sweetheart" (La novia de las fuerzas armadas)
- Vera Miles (1929); es una actriz de cine estadounidense.
- Vera Mújina (1889-1953); escultora soviética
- Vera Nabokov (1902-1991); esposa, editora, traductora y musa del escritor Vladimir Nabokov
- Vera Nazarian (1966); escritora estadounidense, de origen armenio-ruso, del género fantástico, ciencia ficción y otros subgéneros literarios
- Vera Reynolds (1899-1962); actriz estadounidense de la época del cine mudo
- Vera Wang (1949); diseñadora de modas estadounidense
- Vera Zimmerman (1964); actriz brasileña
- Vera Spinetta (1991) actriz y cantante argentina
- Vera Rubin (1928-2016); astrónoma estadounidense

## Estadísticas
Aunque Vera es un apellido relativamente común, en España no ha sido un nombre propio demasiado extendido, aunque en la última década su popularidad ha aumentado. 
| Década | Niñas inscritas | Tanto por mil |
| ------ | --------------- | ------------- |
| 2000   | 1319            | 0.64‰         |
| 1990   | 266             | 0.12‰         |
| 1980   | 271             | 0.09‰         |
| 1970   | 277             | 0.07‰         |
| 1960   | 198             | 0.06‰         |
| 1950   | 211             | 0.07‰         |
| 1940   | 123             | 0.05‰         |
| 1930   | 78              | 0.04‰         |
| 1920   | 53              | 0.03‰         |

## Miscelánea
- Vera es el nombre del asteroide n.º 245.
- En botánica, vera es el nombre común del árbol Bulnesia_arborea, y de la planta Vicia_sepium.
- Vera es una canción del grupo Pink Floyd.
- Vera es una canción (e hija) de Luis Alberto Spinetta.
- Vera es un pueblo ubicado en el estado estadounidense de Oklahoma.
- Vera es una ciudad y un municipio español de la provincia de Almería, Andalucía.
- Vera es un municipio del Departamento_Vera, Provincia_de_Santa_Fe, Argentina.
- Vera es una comarca ubicada en el norte de la provincia de Cáceres Comarca_de_la_Vera, Provincia_de_Cáceres, Extremadura.
- En albanés, "vera" significa verano.